# Нонаккорд
Нонакко́рд — аккорд, состоящий из пяти звуков, которые можно расположить по терциям (например: до, ми, соль, си, ре). Обозначается цифрой 9.
В сжатом расположении (то есть будучи расположен по терциям) нонаккорд содержит четыре терции, три квинты, две септимы и одну нону, три трезвучия и два септаккорда. Нонаккорд может быть рассмотрен также как септаккорд с добавлением ноны от его основного тона. Обращения нонаккорда встречаются крайне редко и обычно возникают и рассматриваются как какие-либо другие аккорды в сочетании со звуками мелодической фигурации.

Большой нонаккорд, построенный от тоники «до»

Различают нонаккорды большие (с большой ноной) и малые (с малой ноной), из них должны быть выделены большой и малый доминантовые нонаккорды, то есть нонаккорды, построенные на V ступени натурального и гармонического мажора и гармонического минора, из них V9 (большой доминантовый нонаккорд) является диссонансом акустически правильным, так как состоит из звуков натурального звукоряда.
Чаще других встречаются нонаккорды II и V ступеней, как обладающие наиболее ясно выраженной гармонической функцией.